# Irex Sosnowiec (futsal)
Irex Sosnowiec – polski klub futsalowy z Sosnowca. W sezonach 1995/1996, 1996/1997 i od sezonu 2000/2001 do 2002/2003 występował w I lidze. W sezonie 2000/2001 drużyna zajęła szóste miejsce w ekstraklasie.